# Station Hulsig
Station Hulsig is een spoorweghalte in Hulsig in de Deense gemeente Frederikshavn. 
Het oorspronkelijke station uit 1890 werd in de jaren dertig uitgebreid op basis van een ontwerp van Ulrik Plesner. In 1967 werd het buiten gebruik genomen en twee jaar later werd het verkocht. De halte werd in 2007 opgekapt, waarbij het perron opnieuw is aangelegd en een nieuwe abri is geplaatst.